# Karisma Kapoor
Karisma Kapoor (Bombay; 25 de junio de 1974) es una actriz india, reconocida por su participación en una gran cantidad de producciones cinematográficas de Bollywood y por pertenecer a la prestigiosa familia Kapoor. Es una de las actrices más populares y mejor pagadas de su época, y ha recibido varios galardones, entre ellos un Premio Nacional de Cine y cuatro Premios Filmfare.
Una de las actrices más populares y mejor remuneradas de La India, Kapoor es particularmente conocida por interpretar personajes con un fuerte sentido del feminismo. Sus roles en el cine han significado un alejamiento de la típica imagen de la mujer sumisa presentados tradicionalmente en el cine hindi. A menudo se le menciona como la actriz más hermosa en su país y ha sido ganadora de varios galardones por sus interpretaciones, incluyendo un premio "National Film" y cuatro premios "Filmfare".

## Biografía
Karisma Kapoor nació el 25 de junio de 1974 en Bombay, hija de los actores Randhir Kapoor y Babita (de soltera Shivdasani). Su hermana menor, Kareena, es actriz de cine y está casada con Saif Ali Khan. Su abuelo paterno fue el actor y cineasta Raj Kapoor, mientras que su abuelo materno fue el actor Hari Shivdasani. Su bisabuelo paterno fue el actor Prithviraj Kapoor. Los actores Rishi y Rajiv Kapoor son sus tíos, mientras que la actriz Neetu Singh es su tía. Sus primos hermanos son los actores Ranbir Kapoor, Armaan Jain y Aadar Jain, y el empresario Nikhil Nanda. Los actores Shammi y Shashi Kapoor son sus tíos abuelos, y la difunta actriz Sadhana era prima hermana de su madre[9][10].Pese a esa marcada tradición familiar, su padre nunca quiso que sus hijas hicieran parte del ambiente cinematográfico, problema que terminó afectando su relación marital con Babita. A los 17 años, Kapoor abandonó los estudios para dedicarse de lleno al cine.

## Carrera

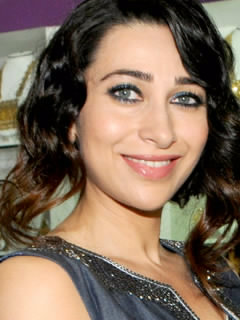
Kapoor en 2014.

Hizo su debut como actriz principal en la película Prem Qaidi (1991). A partir de ese momento fue parte del elenco de producciones con excelente comportamiento en taquilla como los dramas Jigar (1992) y Anari (1993); las comedias Raja Babu (1994), Coolie No. 1 (1995) y Saajan Chale Sasural (1996); y la película de suspenso Jeet (1996). Sin embargo era criticada en ese momento por su supuesta falta de versatilidad al momento de realizar sus interpretaciones.
La exitosa película de 1996 Raja Hindustani marcó el punto más alto en la carrera de Karisma. Por su actuación en la cinta fue galardonada con el premio Filmfare a mejor actriz. El éxito de la película consagró a Kapoor como una de las principales actrices del cine hindi y marcó un importante punto de inflexión en su carrera. Raja Hindustani no sólo fue el mayor éxito comercial de 1996, sino también una de las películas más taquilleras de todos los tiempos en la India, con unos ingresos mundiales de 365 millones de yenes (9,2 millones de dólares). El último estreno de Kapoor en 1996 fue la película de acción Ajay, de Suneel Darshan, con Sunny Deol. La película también fue un éxito económico.
Más tarde ganó el premio National Film por mejor actriz de reparto por su interpretación de una bailarina en el musical Dil To Pagal Hai de Yash Chopra (1997). Obtuvo reconocimiento de la crítica por su papel de líder feminista en la trilogía de David Dhawan: Hero No. 1 (1997), Biwi No.1 (1999) y Dulhan Hum Le Jayenge (2000) y ganó de nuevo el premio Filmfare a mejor actriz por sus destacadas actuaciones en las películas Fiza (2000) y Zubeidaa (2001) respectivamente. También recibió excelentes comentarios por su participación en el drama Shakti: The Power (2002). Kapoor se retiró de la industria cinematográfica en 2004 y reapareció en la película de terror sobrenatural Dangerous Ishhq de 2012. En 2013, Kapoor hizo una aparición especial junto a varios otros actores en la canción titular de la película antológica Bombay Talkies, que se hizo en honor a la industria cinematográfica hindú por cumplir un centenario.
En 2018, Kapoor hizo una aparición especial en la comedia romántica Zero, dirigida por Aanand L. Rai. Kapoor debutó en la web con Mentalhood, de Ekta Kapoor, que se estrenó en 2020. La serie gira en torno a las diferentes naturalezas de las madres y muestra cómo se esfuerzan al máximo por criar a sus hijos. Devansh Sharma, de Firstpost, opinó: "Uno se va encariñando poco a poco con Karisma en Mentalhood. En ningún momento intenta robar protagonismo, y se integra bien en el conjunto estelar que ofrece la serie".
En 2024, Kapoor regresó al cine con la película de misterio y suspense de Homi Adajania, Murder Mubarak, en la que interpretaba a una sofisticada actriz, Shehnaz Noorani. Pratikshya Mishra, de The Quint, la elogió por interpretar a una "estrella escurridiza" y señaló: "La tragedia evidente en su caracterización se percibe simplemente por lo expresivos que pueden ser sus ojos" Kapoor ha completado su segunda serie web, Brown.

## Vida personal
Kapoor sostuvo una relación sentimental con el actor y director Ajay Devgan entre 1992 y 1995. En 2002 se relacionó sentimentalmente con el músico y actor Abhishek Bachchan, pero a los pocos meses la pareja se distanció. El 29 e septiembre de 2003 se casó con el empresario Sunjay Kapur, CEO de Sixt India. Tuvieron una hija llamada Samaira, nacida en 2005, y un hijo llamado Kiaan, nacido en 2010. En 2014 la pareja inició los trámites del divorcio, hecho que finalmente se materializó en 2016. 
La revista británica Eastern Eye la ubicó en su lista "Las 100 mujeres más sexys de Asia" en 2002. Planetbollywood.com ha descrito a Kapoor como una "actriz multifacética que aún tiene un gran potencial". La actriz fue incluida en la lista de las "Mejores actrices de La India" del sitio de internet Box Office India por cinco años consecutivos.

## Filmografía seleccionada
- Prem Qaidi (1991)
- Raja Hindustani (1996)
- Dil Toh Pagal Hai (1997)
- Biwi No.1 (1999)
- Hum Saath-Saath Hain (1999)
- Fiza (2000)
- Zubeidaa (2001)
- Shakti: The Power (2002)